# Hauptstrasse 280
Die Hauptstrasse 280 ist eine Schweizer Hauptstrasse im Kanton Aargau.
Im Strassennetz des Kantons Aargau entsprechen ihre Abschnitte der Kantonsstrassen Nr. 118 und Nr. 266.

## Verlauf
Die 14 Kilometer lange Strasse führt von Hausen bzw. Lupfig im Bezirk Brugg über Mägenwil, Othmarsingen und Dottikon nach Wohlen im Freiamt, wo sie im Kreisel Farn an der Hauptstrasse 25 endet. Sie überwindet nur ganz geringe Steigungen: Bei Lupfig im Birrfeld liegt sie auf 386 m ü. M., im Kreisel Lind bei Mägenwil auf 434 m ü. M. und in der Bünzebene bei Wohlen auf 428 m ü. M.
Bei Lupfig hat die Route eine gemeinsame Strecke mit der Hauptstrasse 296, bei Othmarsingen und Mägenwil kreuzt sie die Hauptstrasse 279 und in Wohlen die Hauptstrasse 1.
Die Hauptstrasse 280 hat Zufahrten auf die Autobahnen A1 (bei Othmarsingen) und A3 (bei Hausen).
Östlich von Othmarsingen liegt die Strasse neben dem grossen Naturschutzgebiet «Eichenwaldreservat Othmarsingen mit Amphibiengewässer».

## Abzweigungen
- Hauptstrasse 280.1: Von Birr nach Lupfig
- Hauptstrasse 280.2: Von Dottikon nach Dintikon (an die Hauptstrasse 1)

## Bilder

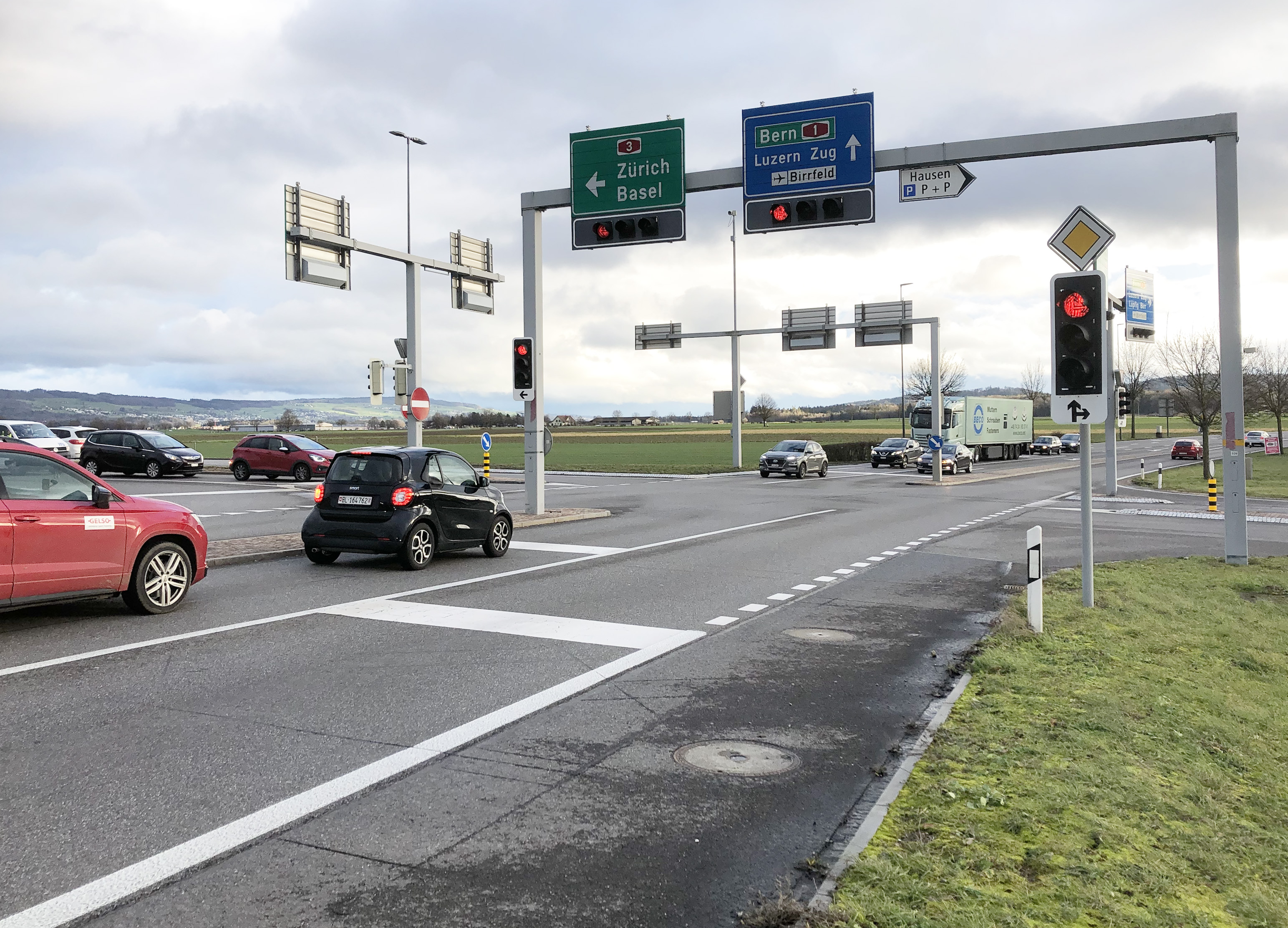
Strassenanfang beim Anschluss zur A3
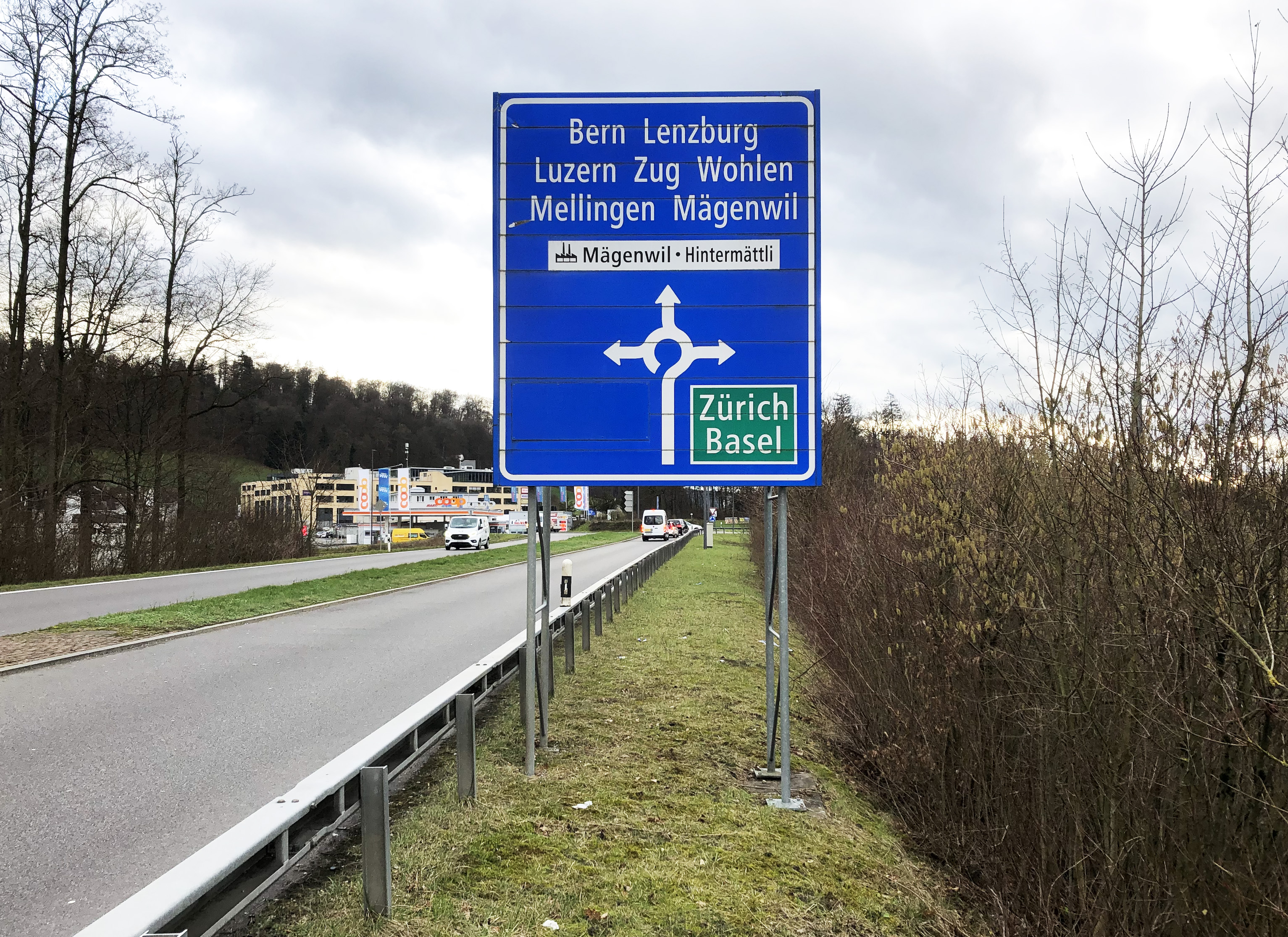
Vorwegweiser in Mägenwil
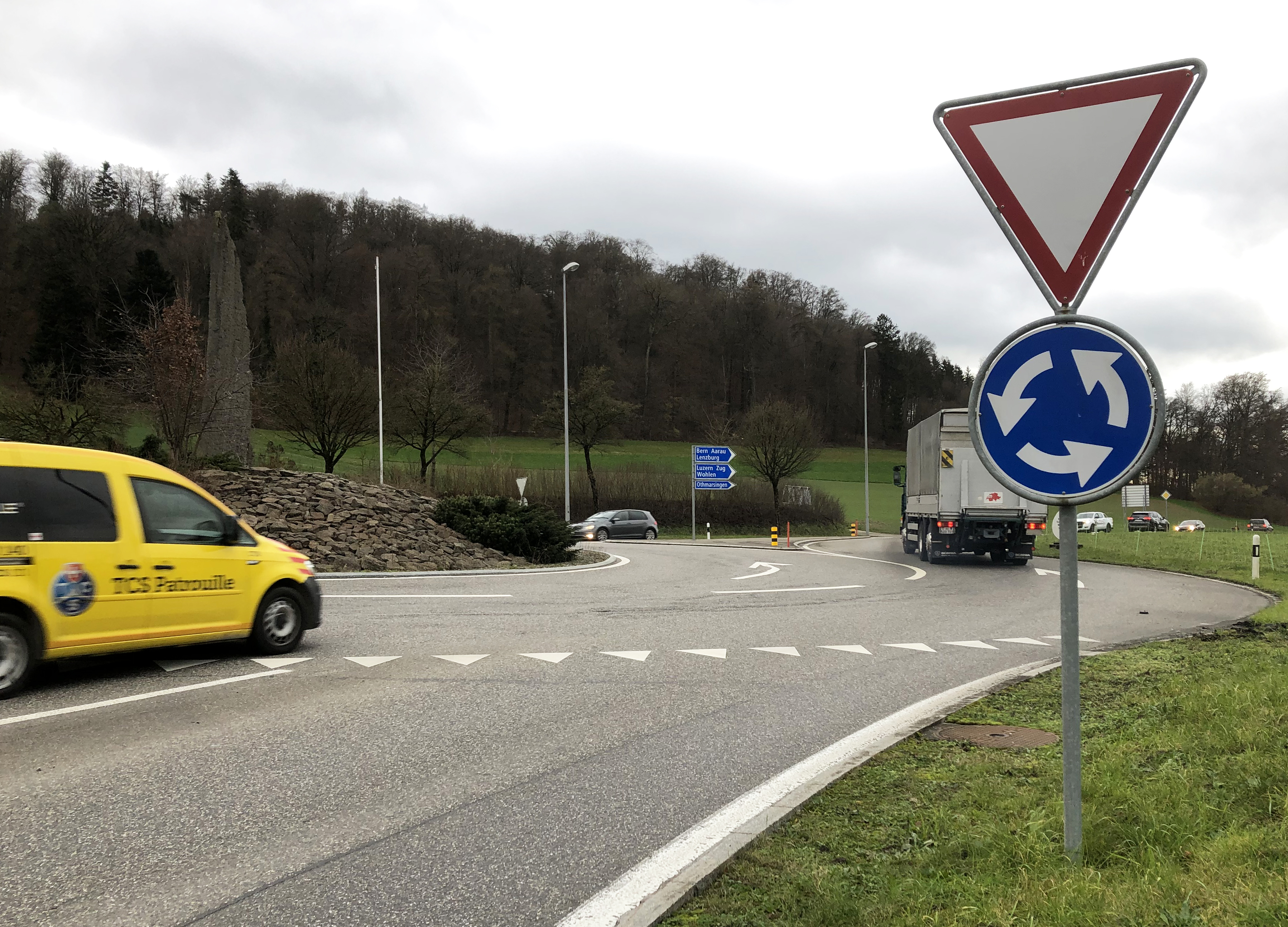
Kreisel Lind in Mägenwil
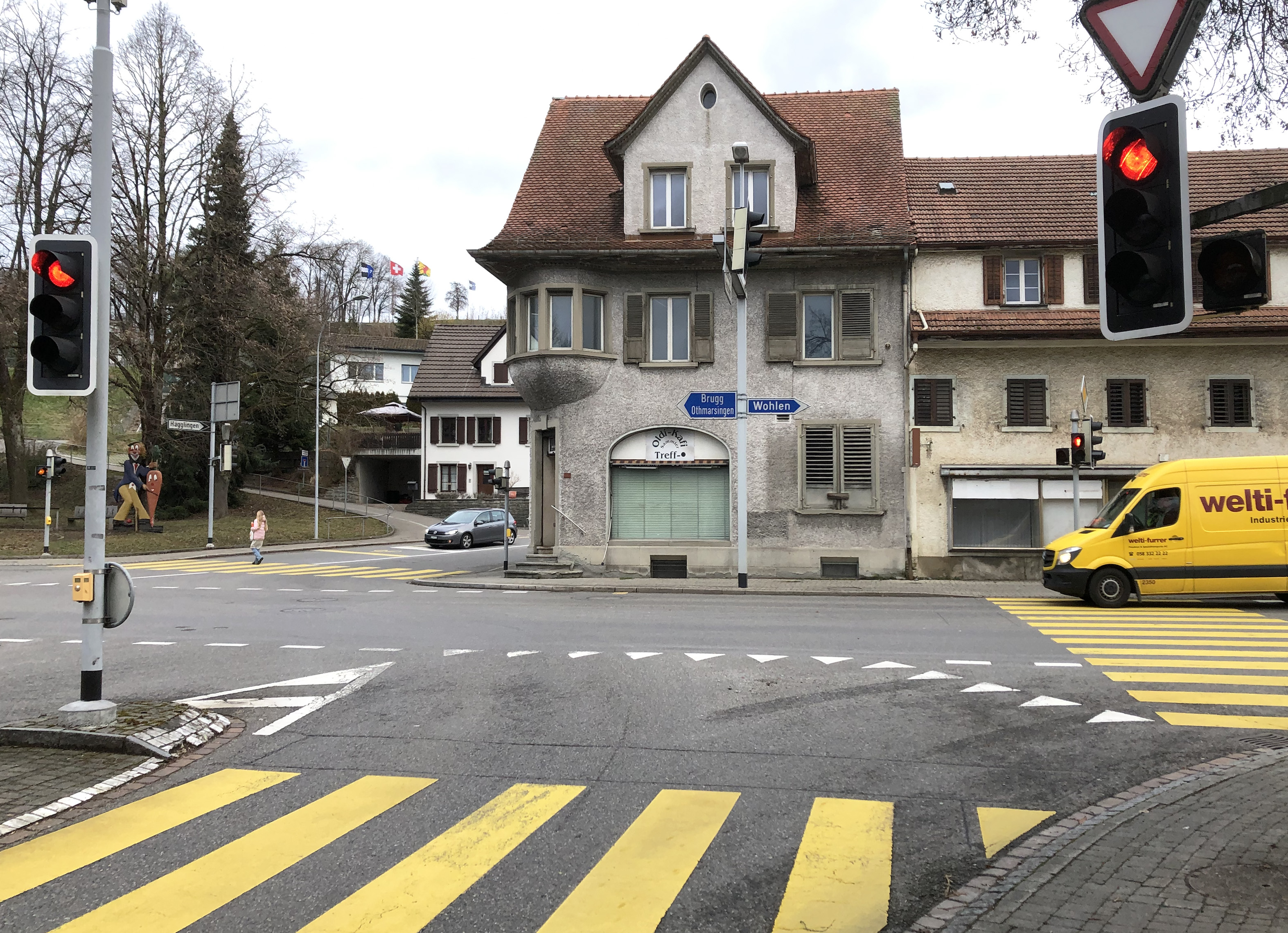
Kreuzung in Dottikon
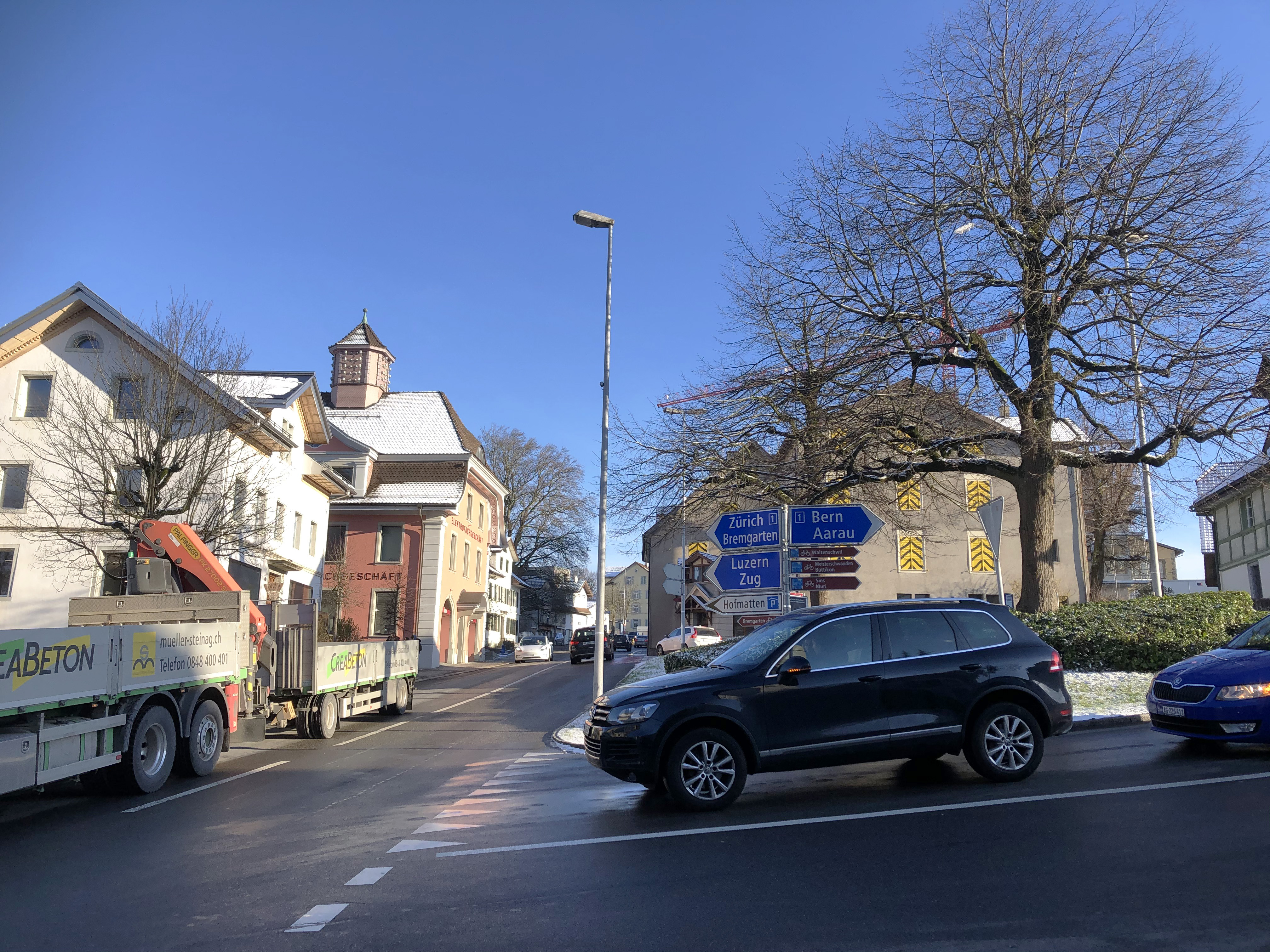
Kreuzung mit der Hauptstrasse 1 in Wohlen
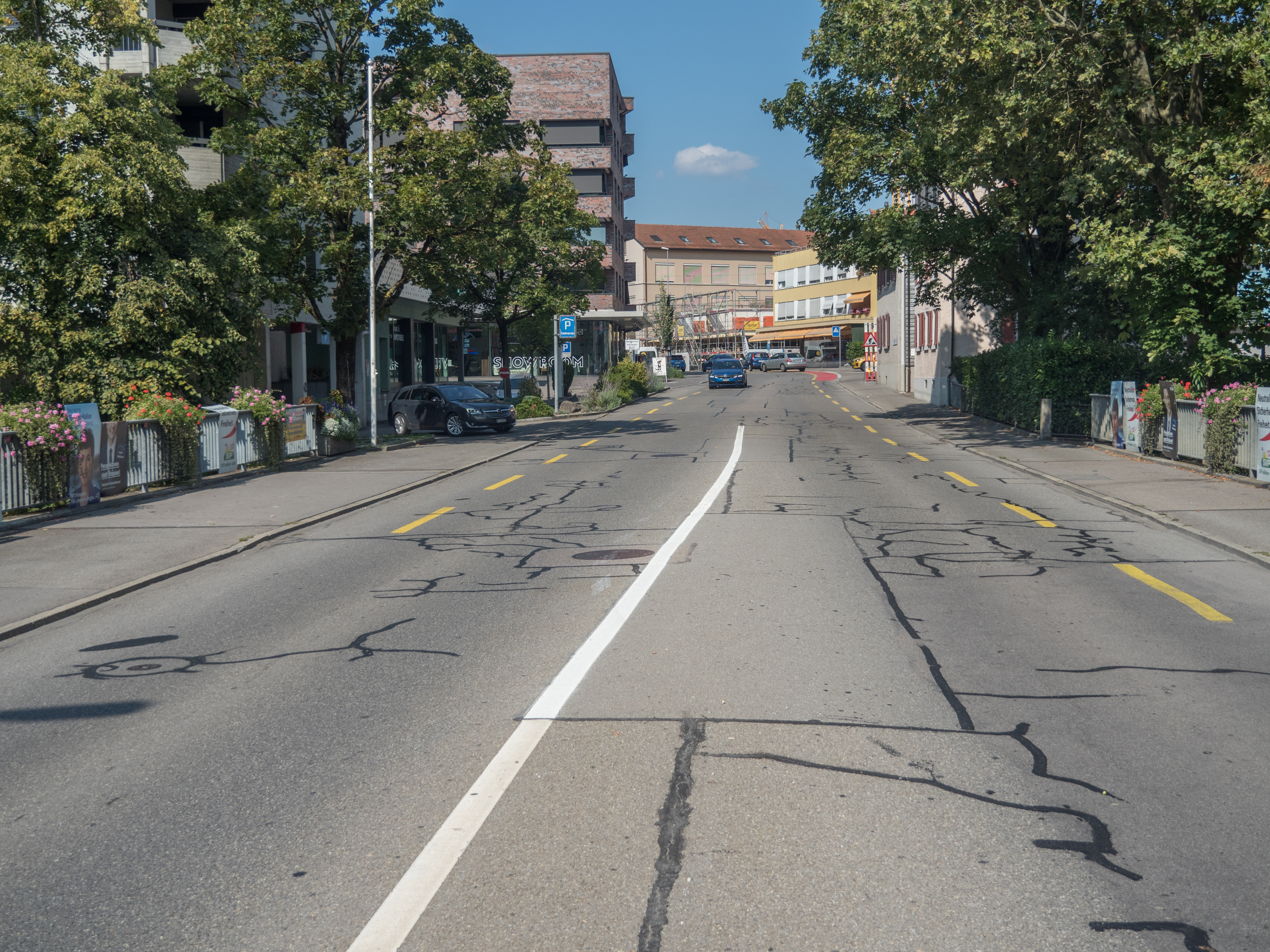
Brücke über die Bünz in Wohlen